# Warialda
Warialda – miasto w Australii, w stanie Nowa Południowa Walia.